# Brits-Honduras
Brits-Honduras was de naam van een vroegere Britse kolonie op de oostkust van Centraal-Amerika. In de 17e eeuw werd het gebied voor het eerst door Europeanen gekoloniseerd en kwam in 1840 in Britse handen, aanvankelijk als onderdeel van de Kolonie Jamaica. Het werd in 1862 een kroonkolonie van het Verenigd Koninkrijk tot het in 1964 zelfbestuur verkreeg. Tussen 1958 en 1964 maakte het land deel uit van de West-Indische Federatie.
Sinds 1973 werd al de naam Belize gehanteerd maar deze werd in feite pas bij de onafhankelijkheid in 1981 de officiële landsnaam.